# إنخيل موليرا
إنخيل موليرا (بالإسبانية: Ángel Mullera)‏ هو متخطي موانع إسباني. شارك في دورة الألعاب الأولمبية. فاز بالميدالية البرونزية في بطولة أوروبا لألعاب القوى سنة 2014.

## الميداليات
| الميدالية | المسابقة                       |
| --------- | ------------------------------ |
| برونزية   | بطولة أوروبا لألعاب القوى 2014 |

## روابط خارجية
- إنخيل موليرا على موقع الاتحاد الدولي لألعاب القوى (الإنجليزية)
- إنخيل موليرا على موقع الدوري الماسي (الإنجليزية)
- إنخيل موليرا على موقع أوليمبيديا (الإنجليزية)